# Phobos (Mythologie)

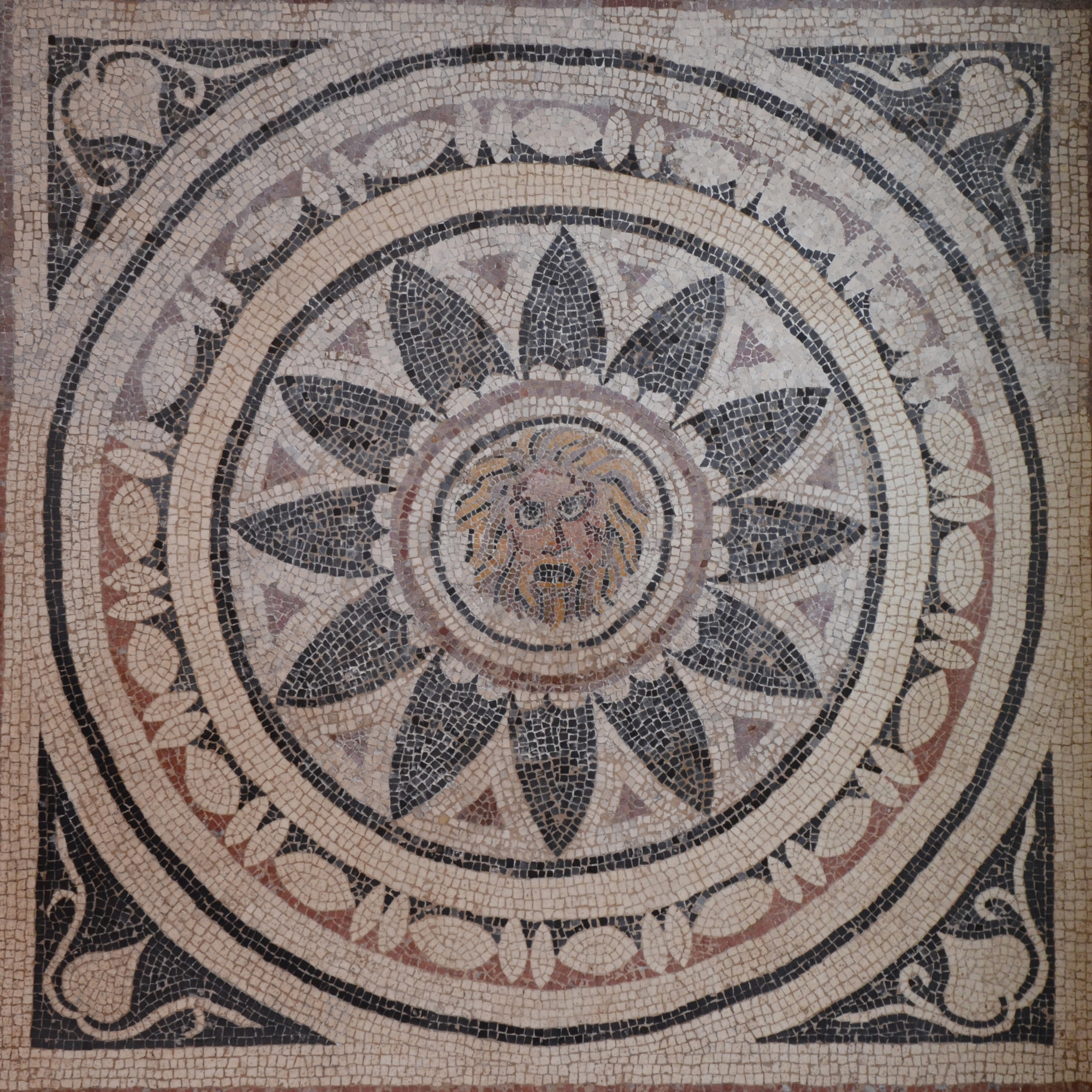
Phobos (?) auf einem Mosaik des 4. Jahrhunderts aus Halikarnassos, heute im British Museum

Phobos (IPA: [ˈfoːbɔs] anhörenⓘ; altgriechisch Φόβος Phóbos, deutsch ‚Furcht, panische Angst‘, lateinisch Pavor, auch Metus) ist ein Daimon und Gott der griechischen Mythologie.
Phobos tritt in der Regel zusammen mit Deimos, ‚Schrecken‘, auf. Bereits in Homers Ilias verbreiten beide als Gefolge des Ares Furcht und Schrecken unter den Kämpfern vor Troja. Zusammen mit Deimos dient er dem Ares, dem sie die Pferde vor den Kampfwagen spannen. Auch retten sie den von Herakles verwundeten Kriegsgott aus dem Kampfgeschehen und bringen ihn im Wagen zum Olymp.
Bei Homer ist Phobos der geliebte Sohn des Ares und vermutlich war auch Deimos für Homer Sohn des Ares. Für Hesiod sind sie gemeinsam Söhne des Ares und der Aphrodite, die er Kythereia nennt. In den Dionysiaka des Nonnos von Panopolis sind beides Söhne des Enyalios, einer auch als eigenständige Gottheit verehrten Epiklesis des Ares. Sie treten hier nicht nur als Wagendiener und Begleiter des Ares im Kampf gegen Dionysos auf, sondern auch als Gehilfen des Zeus, der sie in seinem zweiten Kampf gegen Typhon antreten lässt, wobei er Phobos mit dem Blitzbündel, Deimos mit dem Donnerkeil ausstattet. Die Suda, ein vermutlich im 10. Jahrhundert entstandenes byzantinisches Lexikon, nennt Phobos und Deimos zusammen mit Kydoimos, dem Daimon des Nahkampfes, Söhne des Polemos, das heißt des Krieges, und Begleiter des Ares. Laut Suda erlitten sie das gleiche Schicksal wie Ares, der Hephaistos mit Gewalt in den Olymp zurückholen wollte, damit er Hera aus ihrer Fesselung auf dem Thron befreie. Unbeeindruckt jagte Hephaistos den Kriegsgott mit Feuerbränden davon.
Der um 400 v. Chr. wirkende Dichter Antimachos von Kolophon zählte Phobos wie auch Deimos zu den vier feuerschnaubenden Pferden des Ares, wohl als Folge einer Fehlinterpretation der Wagenszene bei Homer. Auch in der Argonautika des Valerius Flaccus sind Pavor und Terror, die römischen Übersetzungen von Phobos und Deimos, die Pferde des römischen Kriegsgottes Mars (Martis equi).
In der Ilias war Phobos zusammen mit Deimos auf dem Schild des Agamemnon dargestellt und auch der auf der Kypseloslade im olympischen Heraion dargestellte Schild des Agamemnon zeigte als zentrales Motiv Phobos, laut Pausanias mit löwengestaltigem Kopf. Eine Beischrift beschrieb ihn: „Dies ist der Phobos der Sterblichen, der, der ihn trägt, ist Agamemnon.“ Der Schild des Herakles zeigte in den Randszenen beide neben Ares auf dem Wagen stehend. Darüber hinaus schmückte das Antlitz des Phobos das zentrale Bildfeld des Schildes. Es war schrecklich anzusehen, rückwärts blickend und mit feurig glühenden Augen. Seine weißen Zähne leuchteten schrecklich und Angst einflößend. Über seinen grimmigen Brauen schwebte Eris (‚Streit‘). Bei Quintus von Smyrna schließlich schmücken Phobos und Deimos neben Enyo (‚Nahkampf‘) und Eris den Schild des Achilleus. Doch auch auf der Ägis der Athena war Phobos neben dem Haupt der Gorgo Medusa laut Homer zu sehen. Allerdings wird die Echtheit der Stelle angezweifelt und als nachträglicher Einschub beurteilt.
In Sparta gab es ein Heiligtum mit einem kleinen Tempel des Phobos, das laut Plutarch nahe dem Syssition der Ephoren lag. Plutarch gibt als Begründung für die Verehrung des Phobos an, dass die Spartaner glaubten, der Staat werde durch Furcht zusammengehalten, nämlich der Furcht vor Zurechtweisung und Demütigung. Dem Wesen nach ist dieser spartanische Phobos der athenischen Aidos, der „Scheu, Sittsamkeit“, nah verwandt und unterscheidet sich deutlich vom Sohn des Ares und von dessen rein kriegbezogenem Wesen.
Nach den Begleitern des Ares, dem in der römischen Mythologie der Gott Mars entspricht, erhielten die Monde des Planeten Mars die Namen Phobos für den größeren und Deimos für den kleineren der Trabanten.